# Super Ballon d'or
Le Super Ballon d'or France Football, dit Super Ballon d'or, est une distinction honorifique qui n'a été décerné qu'une seule fois, le 24 décembre 1989, par le magazine français France Football au meilleur footballeur des trois dernières décennies.

## Histoire
Plus prestigieux que le Ballon d'or, ce prix n'a été décerné qu'une seule fois, à l'attaquant argentin Alfredo Di Stéfano, le 24 décembre 1989.
Alors que seuls les joueurs européens étaient considérés pour le prix, Di Stéfano figurait sur la liste des nommés car il avait acquis la nationalité espagnole. Il a été élu vainqueur du prix par les fans, un panel de juges de France Football et d'anciens vainqueurs du Ballon d'or.
Depuis de nombreuses années, son trophée Super Ballon d'or est exposé au musée du Real Madrid au stade Santiago Bernabéu.
Le magazine sportif Diario AS a émis l'hypothèse que le prix serait à nouveau décerné en 2029.

## Palmarès
| Année | Super Ballon d'or              | Deuxième                 | Troisième               |
| ----- | ------------------------------ | ------------------------ | ----------------------- |
| 1989  | Alfredo Di Stéfano (attaquant) | Johan Cruyff (attaquant) | Michel Platini (milieu) |